# 佐内正治
佐内 正治（さない まさじ、1926年（大正15年）6月9日 - 2019年（平成31年）4月24日）は、日本の政治家。山口市長（3期）。

## 来歴
山口県山口市出身。海軍兵学校を経て、敗戦後は山口県庁に入り、企画部長を務める。その後山口市議会議員を務め、山口県産業技術開発機構副理事長に就任する。
1990年の山口市長選に立候補して初当選、3期12年務めた。2002年に引退した。2019年4月24日で死去。92歳没。